# 梅の辻停留場
梅の辻停留場（うめのつじていりゅうじょう）は、高知県高知市梅ノ辻にあるとさでん交通桟橋線の路面電車停留場。停留場名については「梅ノ辻」の表記も用いられる。

## 歴史
梅の辻停留場は1904年（明治37年）の開業。とさでん交通の前身、土佐電気鉄道による路線開業時より存在する停留場である。開業時の路線は本町線（堀詰 - 乗出間、のちの伊野線）と潮江線（梅の辻 - 桟橋間）の2路線で、当停留場は潮江線の起点だった。1906年（明治39年）には当停留場から堀詰停留場までの区間が結ばれ、潮江線は桟橋線に改称している。
堀詰までの区間は当初、梅の辻から北上し鏡川を潮江橋にて渡った後、橋の北詰から進路を西に転じて鏡川の土手を進み、再び北上するという経路をとっていた。このルートは1928年（昭和3年）、はりまや橋から南下して梅の辻まで至る新線が開通したことにより廃止された。

### 年表
- 1904年（明治37年）5月2日：土佐電気鉄道潮江線、梅の辻 - 桟橋間の開通に伴い開業[4]。
- 1906年（明治39年）4月6日：当停留場から堀詰停留場までの開通に伴い中間停留場となる[4]。潮江線は桟橋線に改称[4]。
- 1928年（昭和3年）8月10日：桟橋線、はりまや橋 - 潮江橋北詰間の開通により堀詰までの旧線廃止[4]。
- 1943年（昭和18年）1月16日：停留場を移設[4]。
- 2014年（平成26年）10月1日：土佐電気鉄道が高知県交通・土佐電ドリームサービスと経営統合し、とさでん交通が発足[5]。とさでん交通の停留場となる。

## 停留場構造
桟橋線の軌道は道路上に敷かれた併用軌道であり、梅の辻停留場も道路上にホームが設けられている。ホームは南北方向に伸びる2本の線路を挟み込むように2面設けられているが、互いのホームは交差点を挟んで南北方向にずれていて、北に桟橋方面行きのホーム、南に高知駅方面行きのホームがある。

## 停留場周辺
隣のはりまや橋停留場との間には鏡川が流れ、桟橋線は潮江橋にて渡河する。潮江橋は1906年に軌道専用橋として架橋、1927年（昭和2年）5月に架け替えられて道路との併用橋になった。現用の橋は1980年（昭和55年）11月に完成した2代目の併用橋である。
- 土佐中学校・高等学校
- 高知市立潮江中学校
- 高知市中央消防署
- 高知潮江郵便局
- 高知家庭教会
- 高知南警察署梅ノ辻交番
- 高知信用金庫潮江支店
- 高知市農業協同組合（JA高知市）潮江支所
- 高知県道34号桂浜はりまや線
- 高知県道274号梅ノ辻朝倉線
- 「梅の辻」バス停留所

## 隣の停留場
とさでん交通
桟橋線
はりまや橋停留場 - 梅の辻停留場 - 桟橋通一丁目停留場
- 1967年（昭和42年）までは、隣のはりまや橋停留場との間に潮江橋北詰停留場が存在した。